# Strictly Physical (album)
Strictly Physical è il secondo album studio del trio pop tedesco Monrose pubblicato da Starwatch e Warner Music il 21 settembre 2007.

## Tracce
| #   | Title                    |      |
| --- | ------------------------ | ---- |
| 1.  | Dangerous                | 3:18 |
| 2.  | Hot Summer               | 3:31 |
| 3.  | Strictly Physical        | 3:41 |
| 4.  | Rebound                  | 3:40 |
| 5.  | What You Don't Know      | 3:46 |
| 6.  | Leading Me on            | 4:00 |
| 7.  | Golden                   | 3:07 |
| 8.  | Sooner or Later          | 2:45 |
| 9.  | Just Like That           | 4:19 |
| 10. | Yesterday's Gone         | 3:26 |
| 11. | Burning                  | 4:07 |
| 12. | Monrose Theme            | 3:46 |
| 13. | Everybody Makes Mistakes | 3:55 |

## Singoli Estratti
- Hot Summer (29 giugno 2007)
- Strictly Physical (14 settembre 2007)
- What You Don't Know (7 dicembre 2007)

## Classifiche
| Classifica (2006)               | Posizione massima | Certificazione |
| ------------------------------- | ----------------- | -------------- |
| German Top 100                  | 2                 | Oro            |
| Austrian Top 50                 | 7                 | Oro            |
| Swiss Albums Chart              | 6                 |                |
| Polish Albums Chart             | 55                |                |
| U.S. Billboard European Top 100 | 11                |                |